# Barranc de Matamala (Sant Esteve de la Sarga)
El Barranc de Matamala, és un barranc del terme de Sant Esteve de la Sarga, a la zona de Mont-rebei.
Es forma a 1.365 m. alt. en el Montsec de Sant Llorenç, als Cingles del Montsec. Des d'aquell lloc davalla cap al nord-oest, en direcció a Mont-rebei. Marca una profunda vall a l'extrem de ponent del Montsec d'Ares, i a la seva vall es troben la Cova i el Pouet de Mont-rebei.
S'aboca en la Noguera Ribagorçana a prop del Portell del Montsec, en un saltant d'aigua des de dalt la cinglera, a 565 m. alt., fins al nivell de l'aigua del riu, a la cua del pantà de Canelles, que és a 505 m. alt.